# Hot Rail
Hot Rail è il terzo album in studio del gruppo alternative rock statunitense dei Calexico, pubblicato nel 2000 per la Quarterstick Records.
I brani Ritual Road Map , Untitled III, Untitled II sono stati usati per la colonna sonora di Dead Man's Shoes - Cinque giorni di vendetta.

## Tracce
Tra parentesi l'autore del brano
1. El Picador (Burns, Convertino) – 3:14
2. Ballad of Cable Hogue (Burns) – 3:29
3. Ritual Road Map (Burns, Convertino) – 1:15
4. Fade (Burns, Convertino) – 7:44
5. Untitled III (Convertino) – 4:07
6. Sonic Wind (Burns, Convertino) – 4:13
7. Muleta (Burns) – 3:33
8. Mid-Town (Burns) – 3:33
9. Service and Repair (Burns) – 4:03
10. Untitled II (Convertino) – 2:37
11. Drenched (Burns) – 4:50
12. 16 Track Scratch (Burns, Convertino) – 1:29
13. Tres Avisos (Burns) – 5:11
14. Hot Rail (Burns, Convertino) – 3:58

L'edizione europea contiene la traccia aggiuntiva Crystal Frontier (Burns) subito dopo la n° 4 Fade.